# Канибализам
Канибализам (шп. canibal - људождер, људождерство) назив је који потиче од шпанске речи за име народа Карибис са Малих Антила који су у својој исхрани употребљавали месо људског порекла. Устаљено фигуративно значење: свирепост, нечовечност, дивљаштво. Канибализам је у свом изворном облику обухватао само људски род. Канибализам је акција једне индивидуе дате врсте која конзумира све или део друге индивидуе исте врсте као храну. Конзумирање исте врсте, или испољавање канибалистичког понашања, је честа еколошка интеракција у животињском царству, и уочена је код више од 1.500 врста. Људски канибализам је добро документован, у древним и у новијим временима.
Стопа канибализма се повећава у нутритивно сиромашним окружењима, јер се индивидуе окрећу другим индивидуама као додатном извору хране. Канибализам може да буде вид регулације величине популације, при чему ресурси као што су храна, склониште и територија постају доступнији са смањењем потенцијалне конкуренције. Иако то може бити од користи за јединку, показано је да присуство канибализма смањује очекивану стопу преживљавања читаве популације и повећава ризик од конзумирања сродника. Остали негативни ефекти могу укључивати повећани ризик од преноса патогена услед повећаног степена излагања домаћина. Канибализам се, међутим, не појављује - као што се некада и веровало - само као резултат екстремног недостатка хране или вештачких / неприродних услова, већ се може појавити и у природним условима код различитих врста.

## Значења и тумачења
Ускоро је појам проширен и у новом значењу обухвата и животињску популацију тако да се и одредница у биологији животиња, када животиње једу сродне животиње, назива канибализмом.
Изграђено је и устаљено и погрешно мишљење, дато у синониму канибализам = антропофагија, да се ради о истом појму. Различитост мотива употребе људског меса у људској исхрани и прави разлику ових појмова. Антропофагија је шири појам људождерства. Она обележава уопште употребу људског меса у исхрани човека, без обзира на сврху и начин употребе. Она у себи подразумева сваку употребу људског месе као и сам канибализам. Канибализам у научно антрополошком смислу означава појаву када човек, или животиња, једе припадника сопствене врсте, и то послије извршене насилне смрти-убиства.
Канибализам је облик антропофагије (људождерства). Реч је о обредном људождерству које се најчешће заснива на схватању да се једењем одређених делова људског тела жртве стичу њена физичка и психичка својства. Значи, када човек у преживљавању поједе мртвог сапатника, та појава није канибализам већ антропофагија.

## Канибализам, настанак и развој
Канибализам постоји код животиња. Силом животне законитости антропофагија и канибализам код раног нецивилизованог човека зачињу дуг, хиљадугодишњи пут еволуције његовог очовечавања и социјализације ка културном човеку. О канибализму код човека може се говорити већ од старијег каменог доба. Ова појава, у правом смислу речи, дуго је била позната, као што се с правом истиче, на острвима Тихог Океана, у Аустралији, Централној Африци, јужној и централној Америци. Канибализам је постојао и у многим крајевима Европе.
Сигурно да је настанак канибализма искључиво прагматична - егзистенцијална потреба раног човека. Живот, као „vis maior“, је одредио да човек поједе човека. Ова свакодневица се вековима мењала и развијала од простог, готово анималног рефлекса, до нарастања у симболима, све више омудрелог, цивилизацијског чина културног човека.
Т. Ђорђевић први је од Срба који пише о могућим мотивима канибализма. Он тврди и доказује да се канибализам јавља из обредних разлога, освете, глади, садизма, застрашивања, уцене тоталне послушности, и слично. Ђорђевић каже:
„Има извесних трагова који указују на то да ни код нас неки облици канибализма нису били непознати. Неки су од тих трагова и помена јасни и односе се баш на наш народ, неки су у виду предања, које је, иако се чува у нашем народу, иако је често везано баш за наше људе, ипак могло доћи ко зна од куда, те има своју основу ван нас.“
Једење људског меса условљено је оскудицом у исхрани - глад, из веровања да је месо посластица, из освете („ Живог бих га појео!“), да би се пробудиле особине убијеног, из уверења о светости принесене жртве, ради заштите од виших сила и због веровања у лековитост људског меса. Трагови канибализма код нас су очувани у једној народној песми у којој отац, по вољи и заповести Тучина, своје најближе мора да убије, скува и поједе.
Канибализам као појава има своју ступњевитост. Понекада се једе читаво тело, сем костију. Понекада само унутрашњи органи: стомак, јетра, срце, плућа, мозак. Неке заједнице једу и тела својих покојних рођака. Уобичајена појава је да мушкарац поједе своју жену. Канибализам се разликује и по интензитету. Најинтензивнији је када се једе целокупно тело човека. Слабији је када се једу само поједини делови. Постоји и најслабији интензитет, када се људска лобања користи као посуда из које се пије људска крв. Научно је утврђено да је канибализам, често обучен у мистичне културне обреде, био раширен и код народа на високом културном нивоу.

## Користи
У окружењима где је доступност хране ограничена, индивидуе могу добити додатну храну и енергију ако користе друге коспецифичне индивидуе као додатни извор хране. Тиме се повећава стопу преживљавања канибала и тако пружа еволуциона предност у окружењима где је храна оскудна. Студија спроведена на пуноглавцима шумске жабе показала је да су они који су испољили канибалистичке тенденције имали брже стопе раста и били способнији од неканибала. Повећање величине и раста би им дало додатну корист у виду заштите од потенцијалних предатора као што су други канибали и били би у бољој позицији при такмичењу за ресурсе.
Прехрамбене користи од канибализма могу да омогуће ефикаснију конверзију коспецифичних прехрамбених ресурса у обновљиве ресурсе у односу на потпуно биљну исхрану; биљна храна може да садржи вишкове појединих елемената те животиња мора да троши енергију да би их уклонила. Канибализам може да доведе до бржег развића; међутим, може доћи до компромиса јер може бити мање времена за конзумацију ових стечених ресурса. Студије су показале да постоји знатна разлика у величини животиња које су храњене високо коспецифичном храном, које су биле мање од оних које су храњене ниско коспецифичном храном. Према томе, индивидуална спремност се може повећати само ако се избалансира равнотежа између стопе развоја и величине, а студије показују да се то остварује исхраном са ниском коспецифичношћу.
Канибализам регулише величину популација и од њега имају користи канибалистичке индивидуе и њихови сродници пошто су ресурси као што су додатна склоништа, територија и храна ослобођени. Способност опстанка канибала се повећава снижавањем ефеката гомилања. Међутим, ово је једино случај ако канибал распознаје своје сроднике како не би умањио своје шансе за одржавање својих гена у будућим генерацијама. Елиминација компетиције исто тако може да побољша могућности за парење, чиме се додатно омогућава ширење гена једне индивидуе.